# Urszula Urbaniak
Urszula Urbaniak (ur. 27 grudnia 1962 w Oświęcimiu) – polska reżyser i scenarzystka filmowa.
Absolwentka Wydziału Radia i Telewizji Uniwersytetu Śląskiego w Katowicach, Wydziału Reżyserii PWSFTViT w Łodzi oraz podyplomowych studiów reżyserskich w Northern School of Film and Television w Leeds. Laureatka kilku nagród filmowych w tym Nagrody za debiut reżyserski na Festiwalu Polskich Filmów Fabularnych w Gdyni,

## Filmografia
- Zygfryd (1986) – współpraca produkcyjna
- Anioł w szafie (1987) – współpraca produkcyjna
- Torowisko (1999) – scenariusz i reżyseria
- Na Wspólnej (1999-2015) – reżyseria (lista odcinków: vide przypisy)
- Egzamin z życia (2005–2008) – reżyseria (odc. 38-40)
- Odwróceni (2007) – reżyseria (odc. 10-11)

## Nagrody
- 1999 – Wyróżnienie na Festiwalu Młodego Kina Wschodnioeuropejskiego w Cottbus za film Torowisko
- 1999 – Nagroda za debiut reżyserski na Festiwalu Polskich Filmów Fabularnych w Gdyni za reżyserię filmu Torowisko
- 1999 – Nagroda TVP S.A. na Koszalińskim Festiwalu Debiutów Filmowych „Młodzi i Film” za film Torowisko
- 1999 – Wyróżnienie specjalne za debiut na World Film Festival w Montrealu za film Torowisko
- 1999 – Nagroda publiczności na Festiwalu Filmowym w Turynie za film Torowisko
- 2000 – Nagroda Jury Sekcji Kino Regionalne na Sarajevo Film Festival za film Torowisko
- 2000 – Nagroda Specjalna „Srebrna Statuetka Leliwity” Tarnowskich Nagród Filmowych za film Torowisko